# كريس هوارد
كريس هوارد (بالإنجليزية: Chris Howard)‏ هو لاعب كرة قدم أمريكية أمريكي، ولد في 5 مايو 1975 في كينير في الولايات المتحدة.

## وصلات خارجية
- كريس هوارد على موقع مرجع كرة القدم المحترفة.كوم (الإنجليزية)